# ألعاب الموظ
شركة مووس تويز المعروفة أيضًا باسم "موز إنتربرايزز" أو "مجموعة مووس" هي شركة أسترالية لتصميم وتطوير وتوزيع الألعاب أسسها برايان هامرسفيلد عام 1985. يقع مقر الشركة الرئيسي في تشيلتنهام بفيكتوريا في أستراليا ويعمل بها أكثر من 600 موظف وتوزع منتجاتها في أكثر من 50 دولة. كما تشتهر الشركة بمجموعتي ألعابها المصغرة القابلة للتحصيل "تراش باك" و"شوبكنز" بالإضافة إلى امتيازاتها التجارية.

## التاريخ
في عام 1985 تأسست شركة موظ تويز على يد بريان هامرسفيلد. وفي عام 2001 استحوذ الرؤساء التنفيذيون ماني ستول وجاكي توبياس وبول سولومون على شركة موظ. في عام 2011 بدأ بول سولومون جهدًا لتوزيع منتجات موظ تويز مباشرةً في متاجر التجزئة الأمريكية منهيًا بذلك ترخيص موزعها مع شركة الألعاب الكندية سبين ماستر. سمحت هذه الخطوة بتحقيق ربح أكبر بعد الإطلاق الناجح لخط ألعاب مينيفجر القابل للتحصيل المسمى "تراش باك" في نفس العام. وبعد ثلاث سنوات في عام 2014 أطلقت موظ تويز خط ألعاب شوبكينز والذي نما لاحقًا إلى امتياز في السنوات اللاحقة مع المنتجات الفرعية والبضائع الأخرى مصحوبًا بتغيير في المكتب الرئيسي إلى موقعهم الحالي في تشيلتنهام وتغيير في تصميم الشعار. حيث ساعد هاذان المشروعان الناجحان في زيادة إيرادات موس تويس من العقد الأول من القرن الحادي والعشرين إلى عام 2015 من 10 ملايين دولار إلى أكثر من 900 مليون دولار.

## الجوائز الأخيرة
- جوائز الألعاب الأسترالية لعام 2023: منتج الدمية لهذا العام - مجموعة ألعاب قلعة ماجيك ميكسيز[5]
- جوائز الألعاب الأسترالية لعام 2023: منتج التطوير الأسترالي لهذا العام - مفاجأة ماما الحيوانات الأليفة الصغيرة[5]
- جوائز الألعاب الأسترالية لعام 2023: جائزة اختيار الحكام - شركة كوكيز ماكري[5]
- جوائز الألعاب الأسترالية لعام 2023: المنتج الإلكتروني لهذا العام - كرة كريستال ماجيك ميكسيز[5]
- لعبة ألعاب العقل المدبر الأكثر ابتكارًا لعام 2022: كرة كريستال ماجيك ميكسيز
- ابتكار العام 2022 من كبير دبليو: كرة كريستال ماجيك ميكسيز
- قائمة ألعاب الأحلام البريطانية لعام ٢٠٢٢: لعبة مفاجأة ماما الحيوانات الأليفة الصغيرة

- قائمة ألعاب الأحلام البريطانية لعام ٢٠٢٢: مجموعة ألعاب قلعة ماجيك ميكسيز ميكسلينجز
- قائمة ألعاب الأحلام البريطانية لعام 2022: مجموعة أبطال جو جيت زو المتحولون
- 2022 توتي (جمعية الألعاب الأمريكية): لعبة العام الإبداعية: كرة كريستال ماجيك ميكسيز
- 2022 PureWow Happy Kids أفضل لعبة للأطفال من سن 4 إلى 7 سنوات: مجموعة لعب Magic Mixies Mixlings Magic Castle
- جائزة مصمم الألعاب للعام 2022 في حفل توزيع جوائز Mojo Nation Play Creator Awards عن لعبة Magic Mixies
- أفضل مجموعة ألعاب أو ألعاب مرخصة لعام 2022 لشركة Bluey في جوائز الترخيص البريطانية
- 2022 سباق الجائزة الكبرى للعبة: Akedo: Triple Tag Arena
- 2022 الجائزة الكبرى للعبة: Little Live Pets: Mama Surprise

- 2022 TOTY: لعبة العام الإبداعية: Magic Mixies[6]
- جائزة ATA لأفضل لعبة أسترالية لعام 2022: Magic Mixies[6]
- لعبة العام من ATA Development لعام 2022: Treasure X[7]
- لعبة الحركة لعام 2022 من ATA: Treasure X[6]
- لعبة الحرف والأنشطة لعام 2022 من ATA: Blingle Bands[6]
- لعبة ATA الإلكترونية لعام 2022: Magic Mixies[6]
- لعبة ATA المحشوة لعام 2022: Scruff-A-Luvs[6]
- لعبة تفاعلية من صناعة الألعاب في المملكة المتحدة لعام 2021: Magic Mixies[8]
- لعبة الحركة لعام 2021 من صناعة الألعاب في المملكة المتحدة: Real Littles[8]
- جائزة فرنسا الكبرى للعبة 2021: لعبة العام: ماجيك ميكسيز[9]
- 2021 French Grand Prix du Jouet الألعاب السحرية: الخلطات السحرية[9]
- الجائزة الكبرى الفرنسية للألعاب الإلكترونية 2021 (الأصدقاء): الحيوانات الأليفة الصغيرة الحية[9]

- ألعاب القتال في سباق الجائزة الكبرى الفرنسي لعام 2021: Akedo[9]
- لعبة العام العالمية لعام 2021 - رابطة مصنعي الألعاب الإسبانية: ماجيك ميكسيز
- لعبة العام الإلكترونية لعام 2021 - رابطة مصنعي الألعاب الإسبانية: ماجيك ميكسيز
- جائزة اختيار لجنة تحكيم ATA لعام 2021: مجموعة ألعاب Bluey Pool Time[10]
- منتج التطوير الأسترالي لعام 2021 من ATA: Treasure X Aliens -Ultimate Dissection[11]
- منتج العام من ATA Action لعام 2021: Treasure X Sunken Treasure Ship[11]
- منتج العام للحرف اليدوية والأنشطة لعام 2021 من ATA: تشكيلة JelliRez StyleMi[11]
- منتج ATA القطيفة لعام 2021: Bluey & Friends Basic Plush[11]
- مورد ألعاب وول مارت لعام 2020[12]
- منتج التطوير الأسترالي لعام 2020 من ATA: Treasure X Kings Gold: Treasure Tomb[13]
- مجموعة ATA لعام 2020: مجموعة Shopkins Lil' Shopper Pack، جوائز الألعاب الأسترالية[13]
- بطل معرض لندن للألعاب 2020: لعبة كيندي كيدز[14]
- أفضل مجسم حركة في معرض لندن للألعاب لعام 2020: أبطال جو جيت زو[14]
- شخصية الحركة لعام 2019 من ATA: Treasure X Aliens[15]
- 2019 TOTY: لعبة العام المحشوة: Scruff A Luvs[16]
- لعبة القطيفة لعام 2019 من معرض لندن للألعاب، Scruff A Luvs: معرض لندن للألعاب[17]